# Ağabala Ramazanov
Ağabala Ramazanov (20 gennaio 1993) è un ex calciatore azero, di ruolo attaccante.

## Caratteristiche tecniche
È una mezza punta.

## Carriera

### Club
Cresciuto nelle giovanili del Neftçi Baku, ha esordito il 21 agosto 2011 in un match vinto 4-0 contro il Sumqayıt.

### Nazionale
Ha esordito con la nazionale azera il 13 ottobre 2014 in un match di qualificazione ad Euro 2016 perso 6-0 contro la Croazia.

## Statistiche

### Presenze e reti nei club
Statistiche aggiornate all'8 novembre 2017.
| Stagione              | Squadra               | Campionato            | Campionato | Campionato | Coppe nazionali | Coppe nazionali | Coppe nazionali | Coppe continentali | Coppe continentali | Coppe continentali | Altre coppe | Altre coppe | Altre coppe | Totale | Totale | Totale |
| Stagione              | Squadra               | Comp                  | Pres       | Reti       | Comp            | Pres            | Reti            | Comp               | Pres               | Reti               | Comp        | Pres        | Reti        | Pres   | Reti   |        |
| --------------------- | --------------------- | --------------------- | ---------- | ---------- | --------------- | --------------- | --------------- | ------------------ | ------------------ | ------------------ | ----------- | ----------- | ----------- | ------ | ------ | ------ |
| 2011-2012             | Neftçi Baku           | PL                    | 1          | 0          | AK              | 0               | 0               |                    | -                  | -                  |             | -           | -           | 1      | 0      |        |
| 2012-2013             | Xəzər-Lənkəran        | PL                    | 19         | 1          | AK              | 5               | 4               |                    | -                  | -                  |             | -           | -           | 24     | 5      |        |
| 2013-2014             | Xəzər-Lənkəran        | PL                    | 21         | 1          | AK              | 0               | 0               | UEL                | 0                  | 0                  | AS          | 1           | 0           | 22     | 1      |        |
| 2014-2015             | Xəzər-Lənkəran        | PL                    | 20         | 5          | AK              | 2               | 0               |                    | -                  | -                  |             | -           | -           | 22     | 5      |        |
| Totale Xəzər-Lənkəran | Totale Xəzər-Lənkəran | Totale Xəzər-Lənkəran | 60         | 7          |                 | 7               | 4               |                    | 0                  | 0                  |             | 1           | 0           | 68     | 11     |        |
| 2015-2016             | Sumqayıt              | PL                    | 33         | 5          | AK              | 3               | 0               |                    | -                  | -                  |             | -           | -           | 36     | 5      |        |
| 2016-gen. 2017        | İnter Baku            | PL                    | 13         | 4          | AK              | 3               | 1               |                    | -                  | -                  |             | -           | -           | 16     | 5      |        |
| gen.-giu. 2017        | Qarabağ               | PL                    | 12         | 0          | AK              | 3               | 0               |                    | -                  | -                  |             | -           | -           | 15     | 0      |        |
| 2017-2018             | Qarabağ               | PL                    | 0          | 0          | AK              | 0               | 0               | UCL                | 3                  | 0                  |             | -           | -           | 3      | 0      |        |
| Totale carriera       | Totale carriera       | Totale carriera       | 119        | 16         |                 | 16              | 5               |                    | 3                  | 0                  |             | 1           | 0           | 139    | 21     |        |

### Cronologia presenze e reti in nazionale
| Cronologia completa delle presenze e delle reti in nazionale ― Azerbaigian | Cronologia completa delle presenze e delle reti in nazionale ― Azerbaigian | Cronologia completa delle presenze e delle reti in nazionale ― Azerbaigian | Cronologia completa delle presenze e delle reti in nazionale ― Azerbaigian | Cronologia completa delle presenze e delle reti in nazionale ― Azerbaigian | Cronologia completa delle presenze e delle reti in nazionale ― Azerbaigian | Cronologia completa delle presenze e delle reti in nazionale ― Azerbaigian | Cronologia completa delle presenze e delle reti in nazionale ― Azerbaigian |
| Data                                                                       | Città                                                                      | In casa                                                                    | Risultato                                                                  | Ospiti                                                                     | Competizione                                                               | Reti                                                                       | Note                                                                       |
| -------------------------------------------------------------------------- | -------------------------------------------------------------------------- | -------------------------------------------------------------------------- | -------------------------------------------------------------------------- | -------------------------------------------------------------------------- | -------------------------------------------------------------------------- | -------------------------------------------------------------------------- | -------------------------------------------------------------------------- |
| 13-10-2014                                                                 | Osijek                                                                     | Croazia                                                                    | 6 – 0                                                                      | Azerbaigian                                                                | Qual. Euro 2016                                                            | -                                                                          | 37’ 41’                                                                    |
| 17-11-2015                                                                 | Baku                                                                       | Azerbaigian                                                                | 2 – 1                                                                      | Moldavia                                                                   | Amichevole                                                                 | 1                                                                          | 46’ 81’                                                                    |
| 26-3-2016                                                                  | Belek                                                                      | Azerbaigian                                                                | 0 – 1                                                                      | Kazakistan                                                                 | Amichevole                                                                 | -                                                                          | 46’                                                                        |
| 26-5-2016                                                                  | Bad Erlach                                                                 | Azerbaigian                                                                | 0 – 0                                                                      | Andorra                                                                    | Amichevole                                                                 | -                                                                          |                                                                            |
| 29-5-2016                                                                  | Bad Erlach                                                                 | Macedonia del Nord                                                         | 3 – 1                                                                      | Azerbaigian                                                                | Amichevole                                                                 | -                                                                          | 46’                                                                        |
| 3-6-2016                                                                   | Rohrbach an der Lafnitz                                                    | Canada                                                                     | 1 – 1                                                                      | Azerbaigian                                                                | Amichevole                                                                 | -                                                                          |                                                                            |
| 4-9-2016                                                                   | Serravalle                                                                 | San Marino                                                                 | 0 – 1                                                                      | Azerbaigian                                                                | Qual. Mondiali 2018                                                        | -                                                                          | 89’                                                                        |
| 8-10-2016                                                                  | Baku                                                                       | Azerbaigian                                                                | 1 – 0                                                                      | Norvegia                                                                   | Qual. Mondiali 2018                                                        | -                                                                          | 90’                                                                        |
| 11-10-2016                                                                 | Ostrava                                                                    | Rep. Ceca                                                                  | 0 – 0                                                                      | Azerbaigian                                                                | Qual. Mondiali 2018                                                        | -                                                                          | 71’                                                                        |
| 11-11-2016                                                                 | Belfast                                                                    | Irlanda del Nord                                                           | 4 – 0                                                                      | Azerbaigian                                                                | Qual. Mondiali 2018                                                        | -                                                                          | 75’                                                                        |
| 9-3-2017                                                                   | Doha                                                                       | Qatar                                                                      | 1 – 2                                                                      | Azerbaigian                                                                | Amichevole                                                                 | -                                                                          | 68’                                                                        |
| 4-9-2017                                                                   | Baku                                                                       | Azerbaigian                                                                | 5 – 1                                                                      | San Marino                                                                 | Qual. Mondiali 2018                                                        | -                                                                          | 62’                                                                        |
| 8-6-2019                                                                   | Baku                                                                       | Azerbaigian                                                                | 1 – 3                                                                      | Ungheria                                                                   | Qual. Euro 2020                                                            | -                                                                          | 59’                                                                        |
| 11-6-2019                                                                  | Baku                                                                       | Azerbaigian                                                                | 1 – 5                                                                      | Slovacchia                                                                 | Qual. Euro 2020                                                            | -                                                                          | 61’                                                                        |
| 6-9-2019                                                                   | Cardiff                                                                    | Galles                                                                     | 2 – 1                                                                      | Azerbaigian                                                                | Qual. Euro 2020                                                            | -                                                                          | 86’                                                                        |
| 9-10-2019                                                                  | Riffa                                                                      | Bahrein                                                                    | 2 – 3                                                                      | Azerbaigian                                                                | Amichevole                                                                 | -                                                                          | 48’                                                                        |
| 13-10-2019                                                                 | Budapest                                                                   | Ungheria                                                                   | 1 – 0                                                                      | Azerbaigian                                                                | Qual. Euro 2020                                                            | -                                                                          | 85’                                                                        |
| Totale                                                                     |                                                                            | Presenze                                                                   | 17                                                                         |                                                                            | Reti                                                                       | 1                                                                          |                                                                            |

## Palmarès
- Campionato azero: 2

Neftçi Baku: 2011-2012
Qarabağ: 2016-2017
- Supercoppa d'Azerbaigian: 1

Xəzər-Lənkəran: 2013